# Župnija Ptuj – Sveti Ožbalt
Župnija Ptuj – Sveti Ožbalt je rimskokatoliška teritorialna župnija,dekanije Ptuj, Ptujsko-Slovenjegoriškega naddekanata, ki je del nadškofije Maribor.

## Sakralni objekti
- Cerkev svetega Ožbalta, Ptuj (župnijska cerkev)
- Cerkev svetega Leopolda Mandića, Ptuj